# 陳迪 (宜興)
陳迪（？年—？年），南直隸宜興縣人，明朝政治人物。

## 生平
洪武十八年，中式乙丑科进士。官刑部主事。洪武年間，為先接受糧長鵝酒，漏泄事情，戴斬罪還職。